# (4495) Dassanowsky
(4495) Dassanowsky est un astéroïde de la ceinture principale.

## Description
(4495) Dassanowsky est un astéroïde de la ceinture principale. Il fut découvert par Masaru Arai et Hiroshi Mori le 6 novembre 1988 à Yorii. Il présente une orbite caractérisée par un demi-grand axe de 3,95 UA, une excentricité de 0,145 et une inclinaison de 5,28° par rapport à l'écliptique.
Il fut nommé en hommage à Elfi von Dassanowsky (1924-2007), pionnier autrichien de films.

## Compléments